# Clifford Castle
Clifford Castle er resterne af en middelalderborg i landsbyen Clifford der ligger omkring 4 km nordøst for Hay-on-Wye i Wye Valley i Herefordshire, England. 
Det var caput i feudalbaroniet Clifford, der var et Marcher Lordship (der havde svoret direkte troskab til den engelske konge.
Borgen står på privat ejendom, og er kun åben for offentligheden visse dage om året.
Det er en listed building af første grad og et scheduled monument.